# Terrible (Schiff, 1898)
Die siebte HMS Terrible der Royal Navy war ein Geschützter Kreuzer der aus zwei Schiffen bestehenden Powerful-Klasse, die 1898 in Dienst kam. Die sehr großen Kreuzer sollten vor allem feindliche Handelsstörer jagen. Die Terrible war auf dem Weg zur China Station, um ihr Schwesterschiff abzulösen, als der Zweite Burenkrieg ausbrach. Mit ihrem auf dem Rückmarsch befindlichen Schwesterschiff landete sie Truppen und Geschütze in Südafrika, die sich bei der Sicherung der britischen Positionen auszeichneten. Anschließend verlegte die HMS Terrible doch noch nach China, wo wieder ihre gelandeten Besatzungsteile sich bei der Bekämpfung des Boxeraufstandes und auszeichneten.
Das seit 1904 aus Kostengründen nur noch für wenige Langstreckenfahrten genutzte Schiff war zu Beginn des Ersten Weltkrieges schon teilweise abgerüstet noch als Truppentransporter vorgesehen, kam aber nur als Wohnschiff zum Einsatz. Die HMS Terrible, die seit 1919 stationäres Schulschiff in Portsmouth war, wurde im August 1920 in Fisgard III umbenannt, bis sie im Juli 1932 zum Abbruch verkauft wurde.

## Einsatzgeschichte

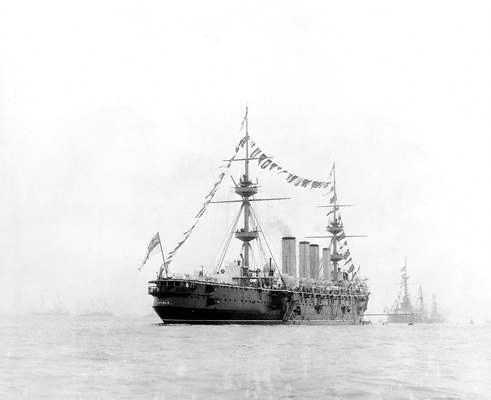
Die Terrible 1897 auf der Flottenparade zum Diamantenen Thronjubiläum Königin Victorias

Die bei J.& G. Thomson in Clydebank unter der Baunummer 272 gebaute Terrible lief am 27. Mai 1895 als erstes der beiden bestellten Schiffe als größter Kreuzer weltweit und das längste Schiff der Royal Navy vom Stapel. Sie kam aber erst am 24. Mai 1898 in Dienst.
Zur Erprobung machte sie im Dezember 1898 eine beschleunigte Reise von Portsmouth nach Gibraltar und Malta, wobei das erste Teilstück mit einem Durchschnitt von 18 kn zurückgelegt wurde und diese auf der zweiten Strecke auf 21,5 kn erhöhte. Die Reise diente auch zum Austausch der Besatzung des Linienschiffes Camperdown. Eine weitere Reise nach Malta zum Austausch der Besatzung des Linienschiffes Royal Oak wurde vom 22. Februar bis 15. März 1899 durchgeführt. Dabei kam es auf der Rückreise bei normaler Marschfahrt zum Austritt von Heißdampf im Kesselraum, der etliche Heizer schwer verletzte und ein Todesopfer forderte.

### Einsatz im Burenkrieg
1899 wurde die Terrible für einen Einsatz in China ausgerüstet, wo sie ihr Schwesterschiff Powerful ablösen sollte, als es zu Spannungen in Südafrika kam, die schließlich zum Burenkrieg führten. Die schon auf dem Marsch in die Heimat befindliche Powerful wurde darauf nach Durban befohlen.
Der am 19. September auslaufenden Terrible wurde kurz vorher befohlen, statt durch das Mittelmeer über Las Palmas und St. Helena und Kapstadt nach China zu marschieren. Mit über 1.000 Mann verfügte die Terrible über eine erhebliche verstärkte Mannschaft vor allem als Ersatz für Schiffe der China Station. Die Schwesterschiffe trafen fast gleichzeitig Mitte Oktober 1899 in Südafrika ein. In Simonstown traf bildeten die beiden großen Kreuzer zusammen mit dem Kreuzer Doris, dem Wachschiff Monarch und dem Kanonenboot Thrush die Station Simonstown des Kapgeschwaders, das über weitere Einheiten in anderen Häfen (insbesondere Durban und Delagoa Bay) verfügte. Die großen Kreuzer bildeten aus Marines und Teilen ihrer Besatzungen ein Landungskorps (Naval Brigade) von 350 Mann. Auf Wunsch des Heeres wurde noch ein selbstständiges Artilleriedetachment mit behelfsmäßig auf Rädern gesetzten Geschützen gebildet, das von der Powerful nach Durban gebracht wurde und im Oktober 1899 vier 12-pdr-76-mm-Schnellfeuer- und zwei 4.7"-120-mm-Geschütze über 320 km bergiges Gelände in das umkämpfte Ladysmith bringen konnte, zwei Tage bevor die Buren die Stadt für 119 Tage einschlossen. Die auf der Terrible befindlichen Ersatzmannschaften fuhren auf Transportschiffen weiter nach China.
Im Verlauf des Krieges wurden weitere Landeinheiten der Marine gebildet, wozu die Terrible nach und nach 36 Offiziere und 488 Mannschaften an verschiedene Einheiten abgab. Neben den an Land eingesetzten Truppen und den Marinegeschützen, die lange Zeit die einzige bedeutende Artillerie der britischen Truppen waren, zeichnete sich der Kommandant des Kreuzers Terrible, Percival Scott, durch die Konstruktion und Fortentwicklung der Fahrgestelle der Marinegeschütze aus.
Eine 152-mm-Kanone, acht 120-mm-Kanonen und 26 12-pdr-76-mm-Schnellfeuergeschütze wurden als Heeresartillerie mobil einsetzbar gemacht. Hinzu kamen noch sechs 120-mm-Eisenbahngeschütze. Die Fertigung erfolgte in Durban auf dem Schiff und in dortigen Werkstätten.
Nach dem Entsatz des belagerten Ladysmith, vor allem auch durch den Einsatz weiterer Marinesoldaten der Terrible und weiterer Marinegeschütze, kehrten die an Land eingesetzten Besatzungsmitglieder wieder an Bord ihrer Schiffe zurück. Nach Durban kehrten die an Land eingesetzten Besatzungsmitglieder der Terrible wie auch der Kreuzer Forte und Philomel sowie des Torpedokreuzers Tartar zurück. Die wieder aufgefüllte Terrible setzte ab dem 27. März den Marsch nach China fort.

### Einsatz in China

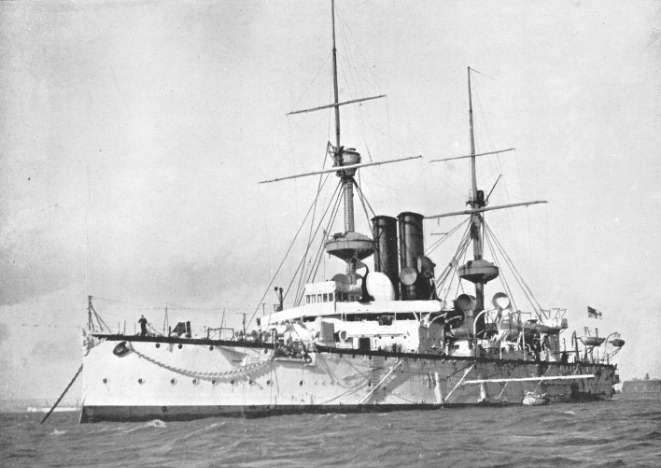
Die Centurion, Flaggschiff der China Station

Die Terrible verlegte vom 27. März bis 8. Mai als Ersatz für das Schwesterschiff Powerful über Mauritius, Colombo, Singapur nach Hongkong. Sie war das modernste größere Schiff der China Station unter Sir Edward Hobart Seymour, dessen Flaggschiff das Linienschiff Centurion war. Daneben waren das ebenfalls zur Centurion-Klasse gehörige Linienschiff Barfleur, die älteren Panzerkreuzer Orlando, Aurora, Undauted, der große Geschützte Kreuzer 1. Klasse Endymion, die Kreuzer 2. Klasse Hermione und Bonaventure, der kleine Kreuzer Alacrity sowie etliche Sloops, Kanonenboote und Zerstörer dort stationiert.
Am 16. Juni verließ die Terrible mit 400 Mann Truppen an Bord (u. a. drei Kompanien der Royal Welch Fusiliers) Hongkong nach Nordchina, wo der Oberbefehlshaber am 10. seinen Marsch zum Entsatz der in Peking eingeschlossenen Gesandtschaften nach Peking begonnen hatte. Am 17. spitzte sich die Lage durch die Erstürmung der Taku-Forts durch die Interventionstruppen weiter zu. Am 21. traf die Terrible vor Taku ein, gab die transportierten Truppen, Versorgungsgüter und Geschütze sowie eine Landungstruppe an Land und verlegte dann zurück über das Gelbe Meer nach Chefoo und später Weihaiwei. Sie diente als Flaggschiff des Befehlshabers der beiden britischen Stützpunkte und fertigte die nötige Ausrüstung für weitere Marinegeschütze an Land. Dem Gerücht, sie sei nicht einsatzfähig, widersprach die Admiralität im Unterhaus. Ende November besuchte die Terrible Yokohama, ein zweiter Besuch Japans fand 1901 in Kōbe statt. Am 27. Dezember 1901 übergab die Terrible die Stationsaufgaben in Nordchina an den neu eingetroffenen Kreuzer Argonaut.
Am 29. 1902 begann die Terrible die Rückreise nach Europa über Singapur, Colombo, Aden, Suez, Port Said und Malta – wo sie mit der britischen Manöverflotte von 17 Linienschiffen und Kreuzern zusammentraf –, Gibraltar und Plymouth nach Portsmouth, wo sie am 18. September 1902 eintraf. Am 24. Oktober 1902 stellt die Terrible außer Dienst. Sie wurde überholt, erhielt wie ihr Schwesterschiff vier zusätzliche 152-mm-Kanonen, die jetzt alle in Doppelkasematten übereinander standen.

### Weitere Einsätze

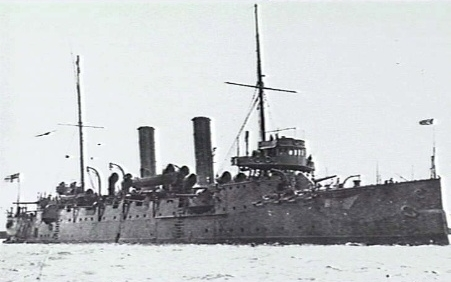
Die Cambrian

Der nächste Einsatz des Kreuzers erfolgte im Herbst 1905. Die Terrible begleitete ab dem 8. Oktober das zur Yacht umgebaute Linienschiff 2. Klasse Renown auf einer Reise des britischen Thronfolgers Georg mit seiner Frau Mary von Genua nach Indien. Am 7. Mai 1906 kehrten die beiden Schiffe mit dem Thronfolgerpaar wieder nach Portsmouth zurück.
Am 22. Juli 1907 lief die Terrible zu einer Reise mit Ersatzcrews über St. Vincent (São Vicente (Kap Verde)), Freetown (Sierra Leone), Ascension Island, St. Helena, Simonstown und Mauritius nach China aus. Sie hatte auf dieser Reise mehr als 1000 Mann an Bord (u. a. eine vollständige Ersatzcrew für die HMS Astraea). Die Rückreise von Hongkong ab dem 13. September führte über Singapur, Colombo, Aden, den Suezkanal und Malta. Am 28. September brach ihr eine Propellerwelle; behelfsmäßig repariert, erreichte sie am 25. Oktober Portsmouth. Sie blieb mit einer Rumpfbesatzung im Dienst und wurde wieder instand gesetzt, was zu kritischen Fragen im Unterhaus führte.
Am 31. Juli 1909 lief die Terrible erneut mit 1100 Mann aus, um Besatzungsersatz nach Colombo zu bringen. Sie tauschte teilweise die Besatzungen der Kreuzer Psyche, Pioneer und Pyramus, die Matrosen abgaben, deren Dienstzeit auf der Australia Station abgelaufen war. Weitergehend wurden am 7. September die Crews der Astraea-Kreuzer Cambrian der Australia Station und Flora der China Station ausgetauscht, die gemeinsam ab Honolulu eine Bereisung der amerikanischen Pazifikküste von Mexiko bis nach Chile und zurück über den Pazifik und durch die Torres-Straße nach Colombo durchgeführt hatten, und nach dem Austausch wieder auf ihre Stationen zurückkehrten.
Dieser Reise der Terrible folgte recht bald eine weitere Reise mit Ersatz für aktive Flotteneinheiten Anfang 1910 nach Colombo, um auch die Besatzung ihres Schwesterschiffes Powerful, des Flaggschiffes der Australia Station, auszutauschen. Im Herbst 1911 folgte noch eine dritte Reise mit Ersatz für die Australia Station bis Colombo, wo die Cambrian den Ersatz übernahm und selbst weitgehend das Personal tauschte. Auf dieser Reise führte die Terrible auch Funkversuche durch und konnte an das Flaggschiff der East Indies Station, die Hyacinth, über 1.135 Meilen einen Funkspruch absetzen, die ihn aber nicht beantworten konnte.
Bei Kriegsausbruch war ein Einsatz der beiden alten Kreuzer der Powerful-Klasse nur noch als Truppentransporter vorgesehen, was allerdings nicht durchgeführt wurde.
1915 wurde die Terrible entwaffnet und Wohnschiff.

## Endschicksal derTerrible
Seit 1919 diente die Terrible in Portsmouth als Wohnschiff der Trainingseinrichtung Fisgard für Handwerker, die Ausbildungs-(Wohn-)schiffe noch über den großen Kreuzer Spartiate als Fisgard und die alten Panzerschiffe Hercules, Hindustan und Sultan als Fisgard II, Fisgard III und Fisgard IV verfügte. 1920 ersetzte die Terrible die Hindustan als Fisgard III. 1930 verlegte die Ausbildungseinrichtung an Land nach Chatham.
Im Juli 1932 wurde die ehemalige Terrible zum Abbruch verkauft.